# Conselleria de Cultura, Educació i Ordenació Universitària de la Xunta de Galícia
La Conselleria de Cultura, Educació i Ordenació Universitària de la Xunta de Galícia (en gallec Consellería de Cultura, Educación e Ordenación Universitaria) és una conselleria de la Xunta de Galícia que s'ocupa de la regulació de l'ensenyament des de primària fins a l'educació universitària, dels adults i de la cultura.
La conselleria de Cultura, Educació i Ordenació Universitària començà anomenant-se únicament d'Educació, i és un dels departaments més estables de la història de la Xunta de Galícia pel que correspon a les seves funcions. Endemés, i fins a l'any 2005, fou el departament encarregat de la gestió de la política lingüística, funció que recuperà a partir de 2009. En 2012 assumí les funcions de l'extinta conselleria de Cultura.

## Estructura interna

### Secretaries i direccions generals
Endemés de la necessària Secretaria General de la conselleria (ocupada per Jesús Oitavén), la conselleria de Cultura, Educació i Ordenació Universitària compta amb les següents direccions generals:
- Secretaria general de Cultura: Anxo Lorenzo
- Direcció general de Patrimoni cultural: José Manuel Rey Pichel
- Secretaria general de Política lingüística: Valentín García
- Secretaria general d'Universitats: José Alberto Díez de Castro
- Direcció general d'Educació, formació professional i innovació educativa: José Luís Mira Lema
- Direcció general de Centres i recursos humans: José Manuel Pinal

### Ens adscrits
- Agadic
- Axencia para a Xestión Integrada, Calidade e Avaliación da Formación Profesional

## Consellers
- Francisco Cacharro Pardo (1982–1983). Conselleria d'Educació.
- Víctor Manuel Vázquez Portomeñe (1983–1986)
- María Xesús Sáinz (1986–1987)
- Xavier Suárez-Vence (1987–1988)
- Aniceto Núñez (1988–1990). Conselleria d'Educació i Ordenació Universitària
- Xoán Piñeiro Permuy (1990–1996)
- Celso Currás (1996–2005)
- Laura Sánchez Piñón (2005–2009)
- Xesús Vázquez Abad (2009–2015)
- Román Rodríguez González (2015–present)